# Guillaume de Vienne
Guillame de Vienne detto il Saggio (1360 – 1434), terzo a portare questo nome, è stato signore di Saint-Georges, Sainte-Croix, Seurre e Montpont.

## Biografia
Consigliere e ciambellano del duca Filippo III di Borgogna detto il buono, balivo generale di Borgogna, e appartenente all'ordine dei Cavalieri del toson d'oro di cui deteneva il numero di registro 2 immediatamente dopo il fondatore Filippo III.
Figlio di Ugo VI di Vienne e di Jeanne de Chasteauvillain (sua seconda moglie). Guillame de Vienne si sposerà due volte. Una prima volta con Luisa di Ginevra che non gli darà figli. Successivamente con Maria figlia di Beraut gran delfino d'Auvergne dalla quale avrà due figli: Guillame IV e Jean.
Morì nel 1434 e, da suo desiderio, venne sepolto nel Cimitero di Saint-Paul-des-Champs.